# Palatul Ștefania
Palatul Ștefania, cunoscut anterior drept Casa de Raport a Municipiului sau Palatul Totisz, iar în cultura populară drept Casa cu maimuțe este o clădire emblematică situată în cartierul Fabric. Clădirea ocupă tot frontul nordic al cvartalului situat între strada Ștefan cel Mare, bulevardul 3 August 1919 (fostul Andrássy út) și Piața Romanilor. Cele două intrări principale sunt pe strada Ștefan cel Mare nr. 2, respectiv în Piața Romanilor nr. 1.
Face parte din Situl urban „Fabric” (I), monument istoric cod LMI TM-II-s-B-06096 (frontul de pe strada Ștefan cel Mare) și Ansamblul urban „Fabric” (II), monument istoric cod LMI TM-II-s-B-06097 (frontul din Piața Romanilor).

## Istorie
La începutul anilor 1900, pe actualul amplasament al clădirii existau casele văduvei Júlia Risztics și a lui Sándor Sigmund. Fiind necesară lărgirea Bulevardului 3 August 1919 (pe atunci, Andrássy út), Primăria hotărăște să achiziționează casele, în urma ședinței de consiliu municipal din 29 decembrie 1902, contra sumelor de 140000 de coroane, cu obligația de a plăti o rentă anuală de 1400 de coroane văduvei Risztics, respectiv 70000 de coroane pentru casa Sigmund.
Suma de 210.000 de coroane pentru prețul de achiziție a fost acoperită în următorul mod: Fondul de asistență socială al orașului a luat un împrumut ipotecar de 42173 de coroane garantat cu pe proprietățile deținute, a obținut 141000 de coroane din vânzarea valorilor mobiliare ale fondului, iar restul de 26000 de coroane a fost împrumutat de la casa de economii locală. Consiliul local a garantat un procent de 4% din capitalul folosit de Fondul de asistență socială.
Proprietățile achiziționate au rămas în posesia orașului până la începutul anului 1908, fiind închiriate pentru acoperirea dobânzilor, doamna Risztics decedând la câteva zile după semnarea contractului, plățile pentru renta anuală de 1400 de coroane au încetând. 
Lărgirea străzii a avut loc între iunie 1908 și august 1909, când, după demolarea caselor Risztics și Sigmund, strada Andrássy a fost lărgită de la 11 metri la 18 metri, iar Piața Coronini a fost amenajată pe o suprafață de 274 de stânjeni pătrați, pe terenul rămas fiind construită o casă de raport cu două etaje pentru fondul de asistență socială.
Construcția a fost realizată între anii 1908 și 1909 după planurile arhitectului-șef al Timișoarei, László Székely, fiind construită de antreprenorul Josef Kremmer senior.
Clădirea Palatului Ștefania a fost inițial construită ca o "casă de raport", un termen care desemna o clădire cu apartamente destinate închirierii. Banii obținuți din chirii erau folosiți ca fonduri pentru susținerea financiară a Azilului Orășenesc.
La primul etaj al clădirii funcționa Geselligkeits-Klub (Clubul de societate din Fabric), care în timpul Primului Război Mondial a cedat spațiul necesar adăpostirii Liceului Comercial Orășenesc de Fete. Tot atunci, la al doilea etaj al clădirii, în alte două locuințe, fiind adăpostit și Liceul Comercial de Băieți.

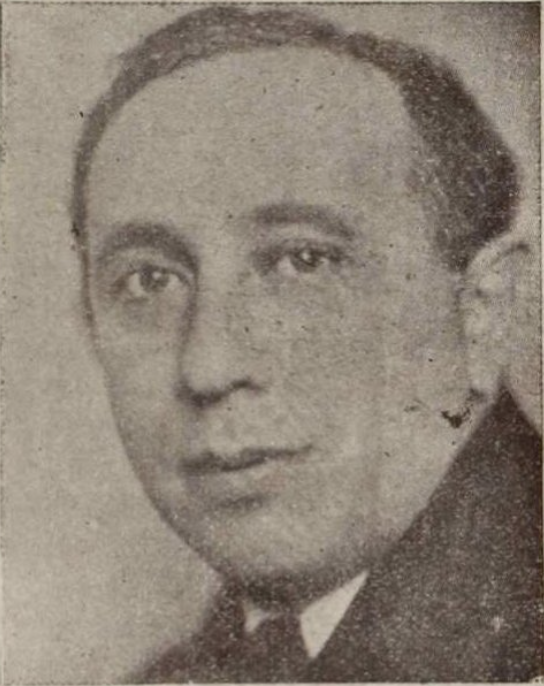
Rudolf (Rezső) Totisz

Numele său actual a fost adoptat în anul 1918, când palatul a fost vândut directorului general al fabricii “Industria Lânii S.A.” și, mai târziu, consul al Belgiei la Timișoara - Rudolf Totis (Rezső Totisz). Acesta a redenumit imobilul „Palatul Ștefania”, în cinstea soției sale.
În perioada interbelică Palatul Ștefania era un loc renumit de distracție, cu numeroase restaurante, baruri și cafenele. La parterul palatului se găsea un restaurant celebru numit Carul cu Bere, alături de Clubul Cetățenilor din cartierul Fabric.
În plus, în această perioadă, Palatul Ștefania a găzduit timp de ani buni diverse afaceri. Printre acestea se numără magazinul de textile și galanterie Dénes & Pollak, parfumeria Spierer, magazinul de ghete Schwartz. De asemenea, la etaj, se afla o sucursală a Băncii Timișoara, avându-l pe Sigismund Szana în calitate de director.
În 1944 este menționat un litigiu „de aproape 10 ani” asupra clădirii între familia Totisz, stabilită atunci la Buenos Aires, și Primăria Timișoarei, pierdut de către primii.
În perioada 2000–2002 clădirea a fost restaurată și mansardată după proiectul arhitecților Hortensia Botescu și Mihai Botescu.
În prezent, aici se găsește în prezent Centrul de Coordonare pentru Reabilitarea Cartierelor Istorice din Timișoara.

## Descriere
Palatul Ștefania impresionează prin acoperișurile sale mari și ridicate, care amintesc de turnurile medievale specifice arhitecturii gotice. Geamurile înguste și rotunjite, împreună cu lemnăria verde, creează o imagine plăcută și se evidențiază frumos pe fațadele clădirii vopsite în alb și galben. Unul dintre turnuri este decorat într-un mod inedit, cu un halebardier în armură. Ornamentele clădirii sub formă de volute aurii și forme geometrice sunt caracteristice stilului Secession. Pe sub cornișă, în partea superioară a celui de-al doilea etaj, se găsesc statui reprezentând urși și gorile, motiv pentru care clădirea mai este cunoscută sub denumirea de „Casa cu maimuțe”.

## Imagini

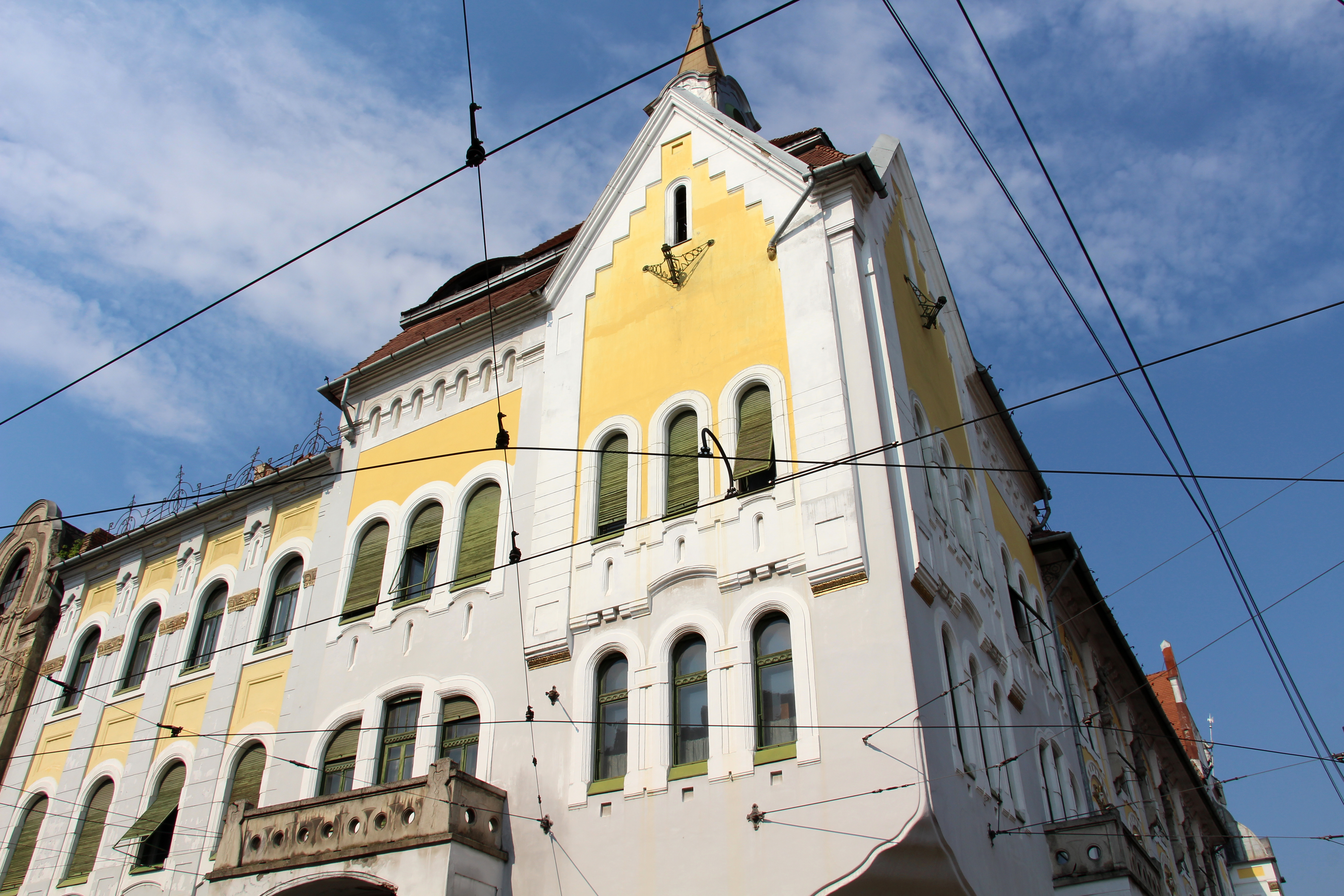
Vedere dinspre nord-est
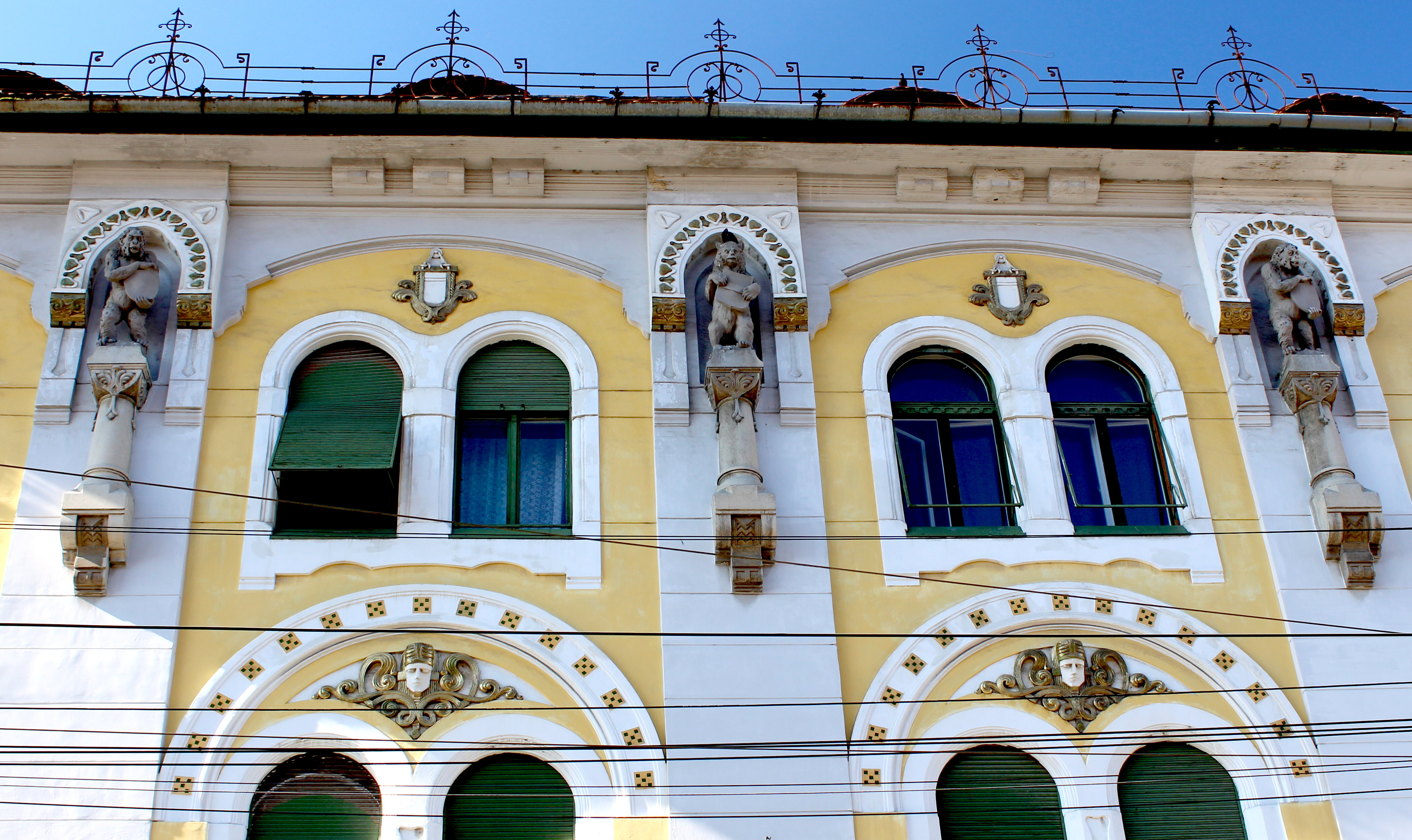
Decorațiile cu urși și gorile
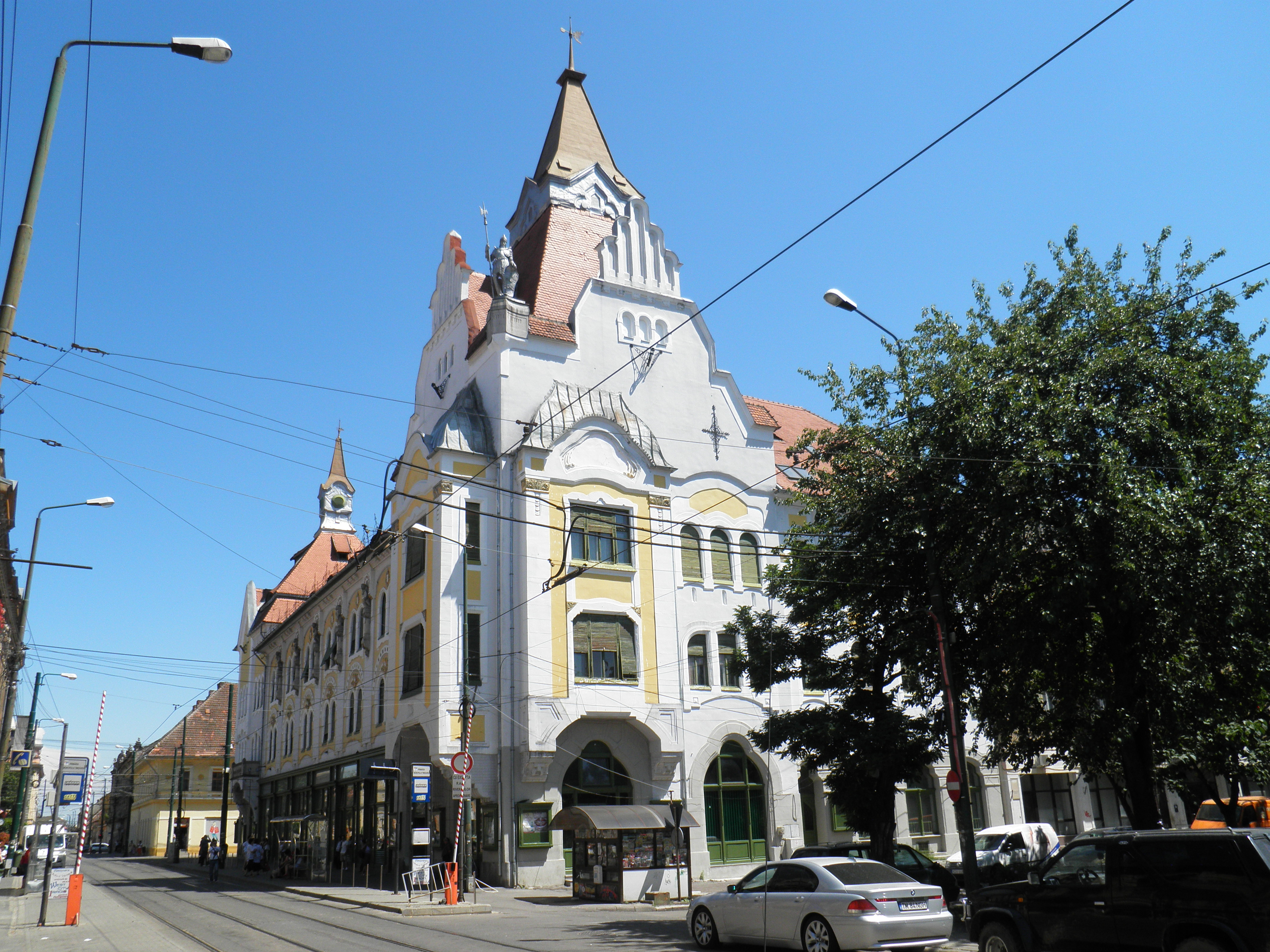
Vedere dinspre vest
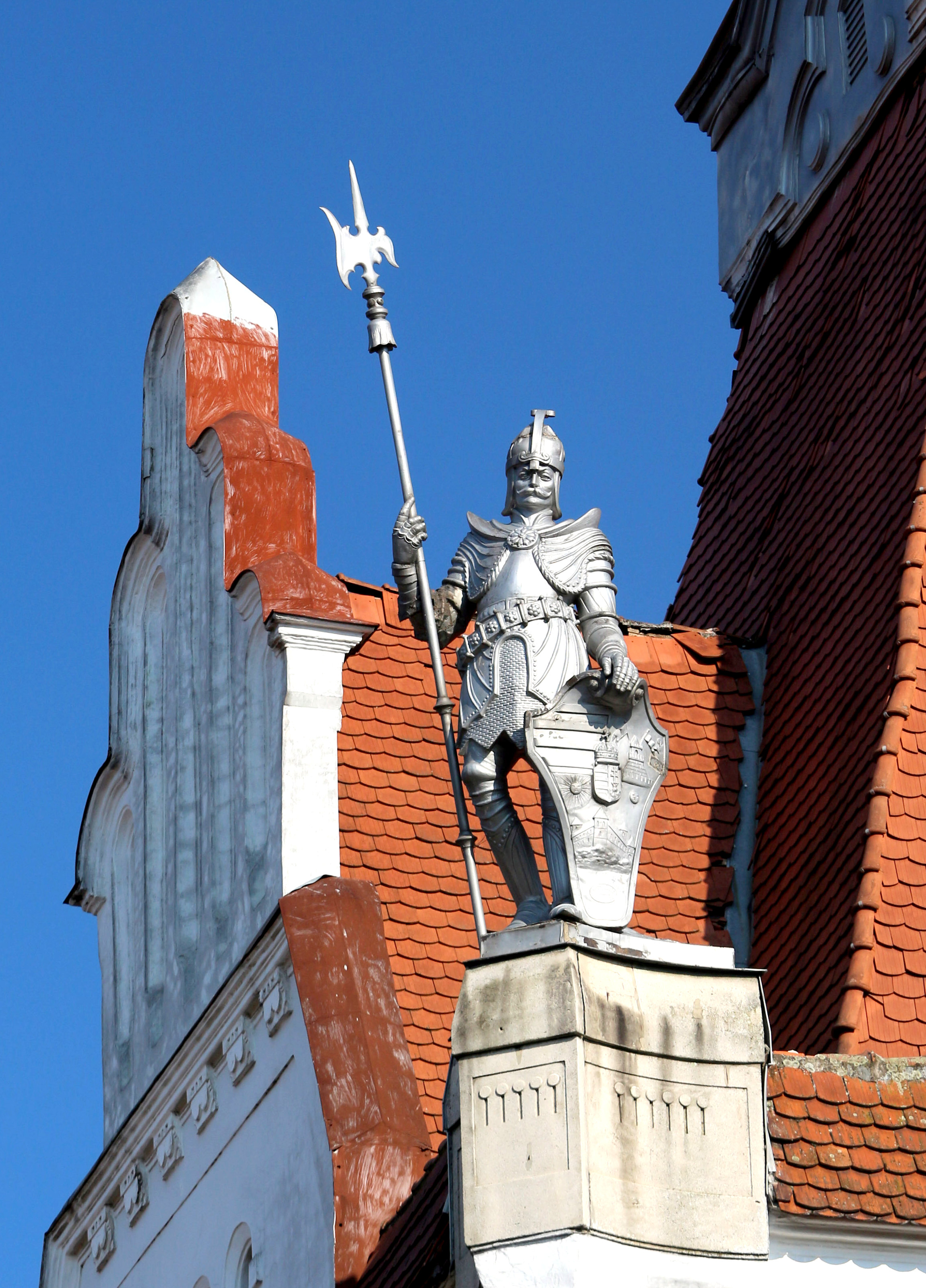
Halebardierul